# Elecciones estatales de Turingia de 2009
Las Elecciones estatales de Turingia de 2009  se llevaron a cabo el 30 de agosto de 2009, el mismo día que las elecciones estatales de Sarre y Sajonia. La elección estableció la composición del Parlamento Regional Turingio. Según los resultados preliminares, La Izquierda y el Partido Socialdemócrata (SPD), podían formar una coalición con escasa mayoría de escaños, pero una gran coalición de la Unión Demócrata Cristiana (CDU) y el SPD se consideraba posible. La CDU y el SPD formaron una coalición siete semanas después de la elección.

## Candidaturas

### Formaciones con representación parlamentaria
| Partido(s) | Partido(s) | Partido(s)                            | Ideología              | Posición        | Cabeza de lista    | Escaños en el Parlamento |
| ---------- | ---------- | ------------------------------------- | ---------------------- | --------------- | ------------------ | ------------------------ |
|            | CDU        | Unión Demócrata Cristiana de Alemania | Democracia cristiana   | Centroderecha   | Dieter Althaus     | 45/88                    |
|            | Linke      | La Izquierda                          | Socialismo democrático | Izquierda       | Bodo Ramelow       | 28/88                    |
|            | SPD        | Partido Socialdemócrata de Alemania   | Socialdemocracia       | Centroizquierda | Christoph Matschie | 15/88                    |

### Formaciones sin representación parlamentaria
| Candidatura | Candidatura                                 | Cabeza de lista         | Ideología             | Posición        |
| ----------- | ------------------------------------------- | ----------------------- | --------------------- | --------------- |
|             | Partido Democrático Libre (FDP)             | Uwe Barth               | Liberalismo clásico   | Centroderecha   |
|             | Alianza 90/Los Verdes (Grüne)               | Astrid Rothe-Beinlich   | Política verde        | Centroizquierda |
|             | Votantes Libres (FW)                        | Jürgen Haschke          | Localismo             | Centroderecha   |
|             | Partido Nacionaldemócrata de Alemania (NPD) | Daniel Riedel           | Neonazismo            | Extrema derecha |
|             | Los Republicanos (REP)                      | Heinz-Joachim Schneider | Nacionalismo alemán   | Derecha         |
|             | Partido Ecológico-Democrático (ÖDP)         | Karl-Edmund Vogt        | Conservadurismo verde | Centroderecha   |

## Resultados
|  | 31.8 % |

|  | 31.23 % |

|  | 27.7 % |

|  | 27.40 % |

|  | 19.0 % |

|  | 18.53 % |

|  | 7.6 % |

|  | 7.64 % |

|  | 5.4 % |

|  | 6.16 % |

|  | 4.5 % |

|  | 4.31 % |

|  | 3.6 % |

|  | 3.87 % |

|  | 0.4 % |

|  | 0.1 % |

|  | 0.4 % |

|  | 0.2 % |

|  | 97.8 % |

|  | 97.8 % |

|  | 2.2 % |

|  | 2.2 % |

|  | 100.00 % |

|  | 100.00 % |

|  | 56.2 % |

|  | 56.2 % |

## Consecuencias
El líder de la CDU, Dieter Althaus, dimitió a raíz de la derrota en las elecciones, diciendo ser responsable del hecho de que su partido perdiera la mayoría absoluta. Tanto el SPD como la CDU preferían una coalición entre ellos que una coalición SPD-Verdes-Linke: La CDU lo hacía ya que tal coalición les dejaría en la oposición, y el SPD debido a la enemistad personal entre su líder, Christoph Matschie, y el líder de La Izquierda Bodo Ramelow. Al final, se formó una gran coalición de la CDU y el SPD con la nueva líder de la CDU Christine Lieberknecht como Ministra-Presidenta.

## Encuestas
| Realizador                  | Fecha                |      |      |      |     |      |     | Otros |
| --------------------------- | -------------------- | ---- | ---- | ---- | --- | ---- | --- | ----- |
| Institut für Marktforschung | 22 de agosto de 2009 | 37 % | 23 % | 20 % | 5 % | 9 %  | 3 % | 3 %   |
| Forschungsgruppe Wahlen     | 21 de agosto de 2009 | 35 % | 25 % | 18 % | 5 % | 10 % | –   | 7 %   |
| Infratest dimap             | 20 de agosto de 2009 | 34 % | 24 % | 19 % | 6 % | 8 %  | 4 % | 5 %   |
| Infratest dimap             | 12 de agosto de 2009 | 34 % | 24 % | 20 % | 6 % | 9 %  | 3 % | 4 %   |
| Forsa                       | 29 de julio de 2009  | 40 % | 24 % | 16 % | 6 % | 6 %  | 3 % | 5 %   |
| Infratest dimap             | 25 de junio de 2009  | 36 % | 24 % | 18 % | 6 % | 9 %  | 3 % | 4 %   |
| Institut für Marktforschung | 25 de mayo de 2009   | 36 % | 23 % | 23 % | 5 % | 8 %  | 3 % | 2 %   |
| Infratest dimap             | 14 de mayo de 2009   | 39 % | 25 % | 20 % | 5 % | 6 %  | 2 % | 3 %   |
| Infratest dimap             | 25 de marzo de 2009  | 36 % | 25 % | 20 % | 5 % | 8 %  | –   | 6 %   |
| GESS                        | 10 de marzo de 2009  | 39 % | 25 % | 18 % | 4 % | 8 %  | –   | 6 %   |
| Forsa                       | 22 de enero de 2009  | 39 % | 28 % | 16 % | 5 % | 5 %  | 4 % | 3 %   |